# Nikolaus Huszar
Nikolaus Huszar (* 3. April 2001) ist ein österreichischer American-Football-Spieler auf der Position des Cornerbacks.

## Werdegang
Huszar begann 2014 im Nachwuchsbereich der Vienna Vikings mit dem American Football. In der Saison 2019 gewann er mit der U18-Mannschaft den österreichischen Juniorenmeistertitel. Darüber hinaus wurde er mit der österreichischen U19-Nationalmannschaft in Bologna Junioren-Europameister.
Im September 2020 debütierte Huszar in der Kampfmannschaft der Vikings, nahm dabei in der aufgrund der Covid-19-Pandemie zu einer Best-of-Serie verkürzten Saison nur eine Ersatzspielerrolle ein. Mit den Vikings setzte er sich gegen die Graz Giants in drei Spielen durch und wurde österreichischer Staatsmeister. Im darauffolgenden Jahr verzeichnete Huszar in der regulären AFL-Saison 11,5 Tackles, zwei Interceptions und fünf Pass-Break-ups. Im Herbst 2021 wurde er mit der österreichischen Nationalmannschaft Fünfter bei der Europameisterschaft 2021, nachdem er bereits im August im Nationalteam debütiert hatte.
Für die Saison 2022 unterschrieb Huszar einen Vertrag bei den Vienna Vikings, die in dieser Spielzeit erstmals als Franchise in der European League of Football (ELF) antraten. In der regulären Saison trug er mit 27 Tackles, einer Interception und drei Pass-Break-ups zum Conference-Sieg bei. Mit den Vikings erreichte er anschließend das Finale in Klagenfurt, das gegen die Hamburg Sea Devils mit 27:15 gewonnen wurde. Parallel zu seiner Spielerkarriere fungierte er auch als Defensive Coordinator der Vikings U14-Nachwuchsmannschaft, mit der er nationaler Meister wurde. Im Dezember 2022 gaben die Vikings bekannt, Huszar mit einem Zweijahresvertrag ausgestattet zu haben.

## Statistiken
| Jahr                                   | Team           | Spiele | Starts | Tackles | Tackles | Tackles | Tackles | Tackles | Passverteidigung | Passverteidigung | Passverteidigung | Passverteidigung | Fumbles | Fumbles | Fumbles |
| Jahr                                   | Team           | Spiele | Starts | Total   | Solo    | Ast     | TFL     | Sack    | INT              | Yds              | TD               | BrUp             | FF      | FR      | TD      |
| -------------------------------------- | -------------- | ------ | ------ | ------- | ------- | ------- | ------- | ------- | ---------------- | ---------------- | ---------------- | ---------------- | ------- | ------- | ------- |
| European League of Football            |                |        |        |         |         |         |         |         |                  |                  |                  |                  |         |         |         |
| 2022                                   | Vienna Vikings | 12     | 09     | 27      | 20      | 07      | 0,0     | 0,0     | 01               | 000              | 0                | 03               | 0       | 0       | 0       |
| 2023                                   | Vienna Vikings | 11     |        | 36      | 21      | 15      | 2,0     | 0,0     | 01               | 015              | 0                | 05               | 0       | 1       | 0       |
| ELF Gesamt                             | ELF Gesamt     | 23     |        | 63      | 41      | 22      | 2,0     | 0,0     | 02               | 015              | 0                | 08               | 0       | 1       | 0       |
| Quellen: stats.europeanleague.football |                |        |        |         |         |         |         |         |                  |                  |                  |                  |         |         |         |